# Unidad Central de Protección
La Unidad Central de Protección es una unidad perteneciente al Cuerpo Nacional de Policía, dependiente de la Comisaría General de Seguridad Ciudadana cuya función, según el Real Decreto 1334/1994 de 20 de junio es de "Organizar, gestionar y ejecutar a nivel central, la protección de altas personalidades, edificios e instalaciones que por su interés lo requieran, así como elaborar y proponer metodología de la actuación en estas materias."
Brigadas:
- Brigada Central de Escoltas, que asume las competencias de protección integral de altas personalidades del Estado, testigos protegidos y personas que se determinen, y de aquellos edificios e instalaciones que por su interés lo requieran.
- Brigada Central de Protecciones Especiales, que asume la planificación y ejecución de los dispositivos de seguridad y protección integral de personalidades o delegaciones extranjeras durante su estancia en nuestro país, con motivo de visitas y celebraciones de eventos de carácter internacional, así como la seguridad de los traslados de obras de arte que por su importancia lo requieran.

- Datos: Q6156070